# 결산
결산(決算, balance)이란 일정한 기간 안에 일어났던 수익(수입)과 비용(지출)을 계산하여 재산상태를 알 수 있도록 서류를 작성하는 일이다.
결산에는 회계상의 결산과 재정상의 결산으로 나뉘며, 보통 회계상에서는 1년을 회계 기간으로 작성한다. 그 1년을 당기라고 표현한다. 대한민국의 1년 회계 기간은 1월 1일부터 12월 31일까지이며, 결산은 12월 31일에 회계 장부를 마감하는 과정에서 진행한다.